# بخش کراسننسکی
بخش کراسننسکی (به لاتین: Krasnensky District) یک منطقهٔ مسکونی در روسیه است که در استان بیلگاراد واقع شده‌است.